# Софія Шварцбург-Рудольштадтська
Софія Шварцбург-Рудольштадтська (нім. Sophie von Schwarzburg-Rudolstadt, 1 березня 1579 — 24 серпня 1630) — графиня Шварцбург-Рудольштадтська з роду Шварцбургів, донька графа Шварцбург-Рудольштадту Альбрехта VII та графині Нассау-Ділленбурзької Юліани, дружина графа Барбі-Мюлінгену Йоста II. Після його смерті у 1605 році правила графством самостійно.

## Біографія

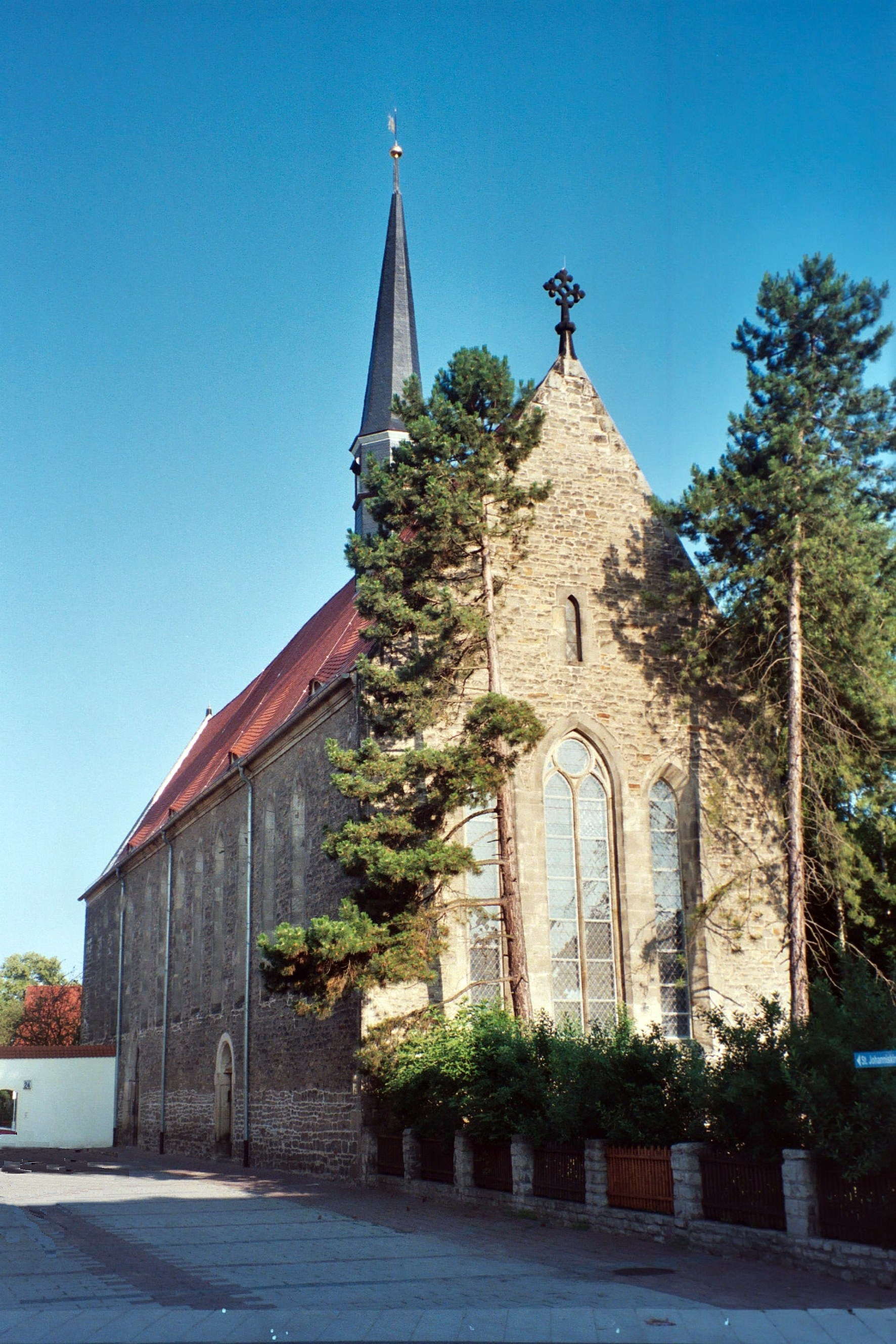
Церква Святого Йоганна в Барбі

Народилась 1 березня 1579 року у Рудольштадті. Була третьою дитиною та другою донькою в родині графа Шварцбург-Рудольштадту Альбрехта VII та його першої дружини Юліани Нассау-Ділленбурзької. Мала старшого брата Карла Ґюнтера та сестру Єлизавету Юліану. Згодом сімейство поповнилося сімома молодшими дітьми, шестеро з яких досягли дорослого віку. Резиденцією сім'ї був замок Гайдексбург у Рудольштадті.
Втратила матір у 9 років. Батько невдовзі узяв другий шлюб з Альбертіною Лейнінген-Вестербурзькою, який залишився бездітним.
У 16 років була видана заміж за 50-річного удового графа Барбі-Мюлінгену Йоста II. Весілля відбулося 30 березня 1595 у Рудольштадті. У подружжя народилося троє дітей. Йост II пішов з життя у серпні 1609 року. Софія надалі правила графством до власної смерті.
Померла 24 серпня 1630 року у Мюлінгені. Як і чоловік, похована у церкві Святого Йоганна в Барбі.

## Родина
Чоловік — Йост II
Діти:
- Альбрехт Фрідріх (1597—1641) — був одруженим з графинею Софією Урсулою Дельменгорстською, мав чотирьох доньок і сина;
- Йост Ґюнтер (1598—1651) — одруженим не був, дітей не мав;
- Агнеса Єлизавета (1600—1601) — дружина графа Штольбезького Йоганна Мартіна, мала трьох синів і доньку.